# Stad-félsziget

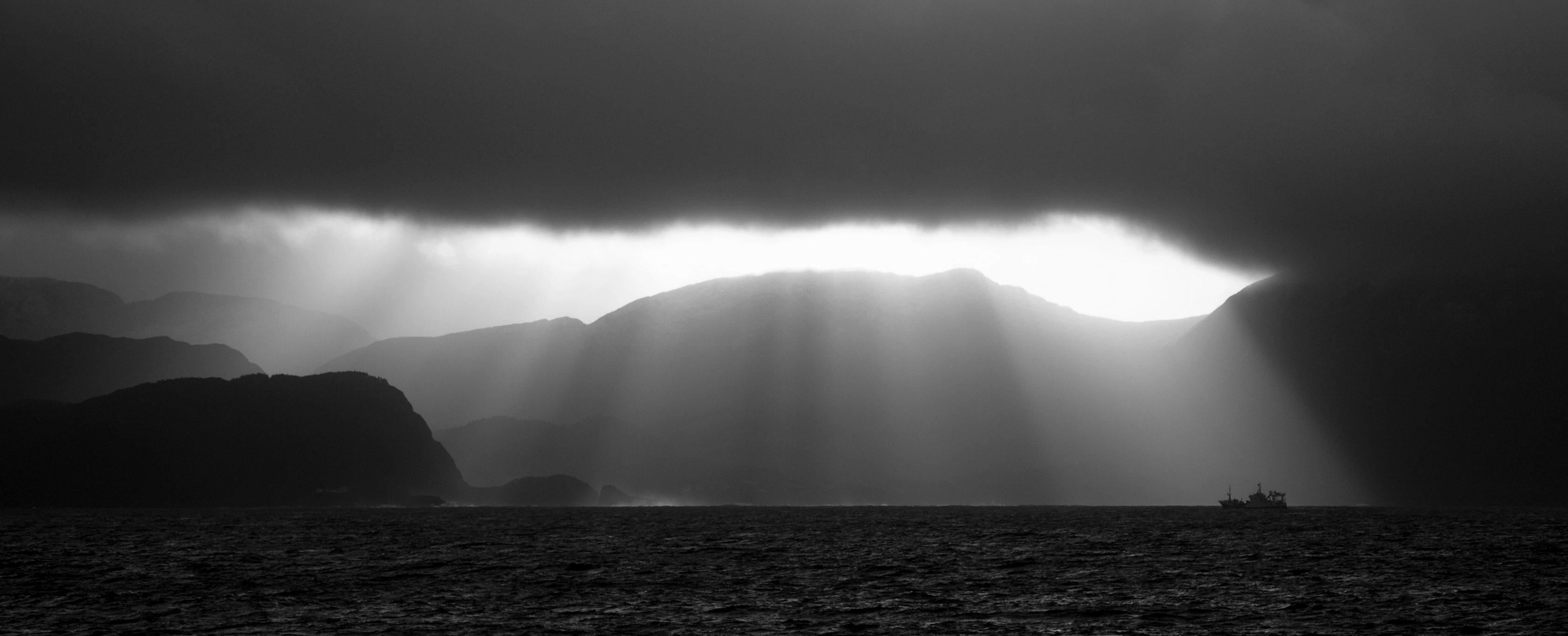
A tenger Indre Furénél a Stad-félszigeten

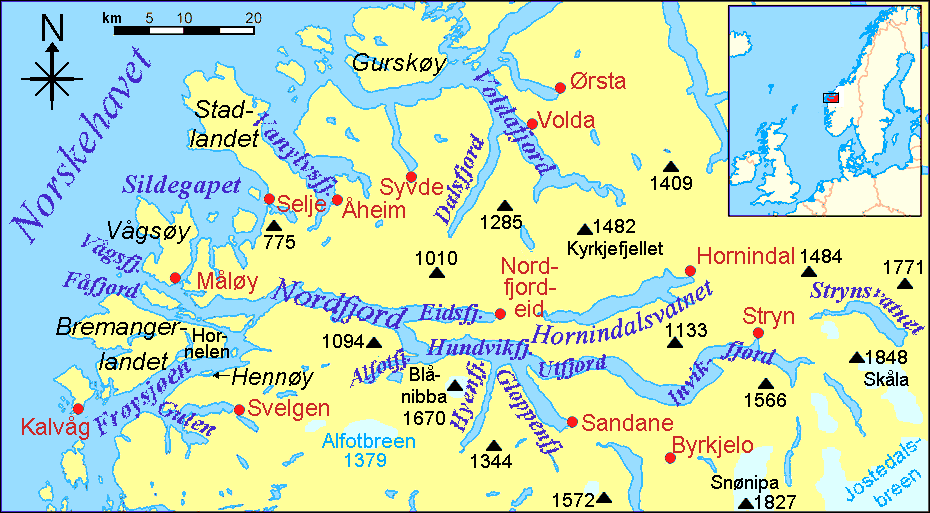
A Nordjord és környezete. Stad balra fent

Stad (Stadt, Statt vagy Stadlandet; a d kiejtése t) félsziget Norvégia nyugati részében, Sogn og Fjordane megyében, Selje községben. Télen az időjárás híresen mostoha a félszigetnél; gyakran itt mérik az országban a legnagyobb szélsebességet.
Kemény klímája miatt a félsziget jelentős akadályt képez a norvég parti hajózás számára. Többek közt emiatt nem tudnak gyors utasjáratokat közlekedtetni Bergen és Ålesund között. Ezért tervezik, hogy a stadi Sandvikeidetnél hajózócsatornát építenek, amely nagy hajókat is képes lenne befogadni, mint a  Hurtigruten hajói.

## Fordítás
- Ez a szócikk részben vagy egészben  a   Stad (peninsula) című angol Wikipédia-szócikk ezen változatának fordításán alapul.  Az eredeti cikk szerkesztőit annak laptörténete sorolja fel. Ez a jelzés csupán a megfogalmazás eredetét és a szerzői jogokat jelzi, nem szolgál a cikkben szereplő információk forrásmegjelöléseként.